# Gerhard Riml
Gerhard Riml est un ancien skieur alpin autrichien originaire de Sölden.

## Palmarès

### Coupe du monde
- Meilleur résultat au classement général : 42e en 1970
  - 1 victoire : 1 slalom

#### Saison par saison
- Coupe du monde 1968 :
  - Classement général : 51e
- Coupe du monde 1970 :
  - Classement général : 42e
    - 1 victoire en slalom : Morzine (B)

### Arlberg-Kandahar
- Meilleur résultat : 50e place dans la descente 1969 à Sankt Anton